# Тистамаа (волость)
Ти́стамаа (ест. Tõstamaa vald) — волость в Естонії, адміністративна одиниця повіту Пярнумаа.

## Географічні дані
Площа волості — 261 км2, чисельність населення на 1 січня 2015 року становила 1237 осіб.

## Населені пункти
Адміністративний центр — селище Тистамаа (Tõstamaa alevik).
На території волості також розташовані 19 сіл (küla):
Алу (Alu), Вяраті (Värati), Ермісту (Ermistu), Кавару (Kavaru), Кастна (Kastna), Кипу (Kõpu), Кірасте (Kiraste), Лао (Lao), Лиука (Lõuka), Манія (Manija), Мяннікусте (Männikuste), Пеерні (Peerni), Поотсі (Pootsi), Пяракюла (Päraküla), Раммука (Rammuka), Ранніку (Ranniku), Селісте (Seliste), Тигела (Tõhela), Тиллі (Tõlli).

## Історія
17 червня 1992 року Тистамааська сільська рада була перетворена на волость.